# Enrico Saccomano
Enrico Saccomano (San Daniele del Friuli, 12 febbraio 2001) è un discobolo italiano.

## Biografia
Nel 2018 veste per la prima volta la medaglia della nazionale italiana giovanile ai Giochi olimpici giovanili di Buenos Aires, dove si classifica ottavo nel lancio del disco. Lo stesso anno è quinto nella medesima disciplina ai campionati europei under 18 di Győr. Nel 2019 partecipa ai campionati europei under 20 di Borås, non riuscendo però a superare i turni di qualificazione alla finale.
Nel 2021 prende parte alla Coppa Europa di lanci di Spalato ai campionati europei under 23 di Tallinn, classificandosi in entrambi i casi sesto nel lancio del disco. Nel 2022 è quinto tra gli under 23 nel lancio del disco alla Coppa Europa di lanci di Leiria e conquista la medaglia d'oro ai campionati del Mediterraneo under 23 di Pescara.
Nel 2023 conquista la medaglia di bronzo per la categoria under 23 alla Coppa Europa di lanci di Leiria e prende parte ai campionati europei under 23 di Espoo, dove non supera i turni di qualificazione.
Nel 2025, dopo aver preso parte alla finale 2 della Coppa Europa di lanci di Nicosia, si classifica dodicesimo nel lancio del disco nella Prima divisione dei campionati europei a squadre, che ha visto la nazionale italiana conquistare la vetta della classifica.

## Progressione

### Getto del peso
| Stagione | Misura  | Luogo            | Data      | Rank. Mond. |
| -------- | ------- | ---------------- | --------- | ----------- |
| 2025     | 16,19 m | Castelnovo Monti | 8-7-2025  |             |
| 2024     | 15,51 m | Camerino         | 22-9-2024 |             |
| 2023     | 15,68 m | Bergamo          | 11-6-2023 |             |
| 2022     | 15,95 m | Palermo          | 18-9-2022 |             |
| 2021     | 15,83 m | Trieste          | 5-6-2021  |             |
| 2019     | 15,71 m | Imola            | 16-6-2019 |             |

### Lancio del disco
| Stagione | Misura  | Luogo                     | Data      | Rank. Mond. |
| -------- | ------- | ------------------------- | --------- | ----------- |
| 2025     | 63,31 m | Caorle                    | 3-8-2025  |             |
| 2024     | 62,99 m | Fort-de-France            | 18-5-2024 |             |
| 2023     | 60,46 m | Donnas                    | 27-5-2023 |             |
| 2022     | 60,99 m | Imola                     | 7-7-2022  |             |
| 2021     | 57,75 m | Udine                     | 24-4-2021 |             |
| 2020     | 56,90 m | Padova                    | 29-8-2020 |             |
| 2019     | 53,56 m | Castiglione della Pescaia | 26-5-2019 |             |
| 2018     | 45,66 m | Pordenone                 | 26-5-2018 |             |

## Palmarès
| Anno | Manifestazione            | Sede         | Evento           | Risultato      | Prestazione | Note    |
| ---- | ------------------------- | ------------ | ---------------- | -------------- | ----------- | ------- |
| 2018 | Giochi olimpici giovanili | Buenos Aires | Lancio del disco | 8º             | 59,49 m     | 1,5 kg  |
| 2018 | Europei U18               | Győr         | Lancio del disco | 5º             | 56,60 m     | 1,5 kg  |
| 2019 | Europei U20               | Borås        | Lancio del disco | Qualificazioni | 53,04 m     | 1,75 kg |
| 2021 | Europei U23               | Tallinn      | Lancio del disco | 6º             | 57,36 m     |         |
| 2022 | Mediterraneo U23          | Pescara      | Lancio del disco | Oro            | 57,90 m     |         |
| 2023 | Europei U23               | Espoo        | Lancio del disco | Qualificazioni | 50,39 m     |         |

## Campionati nazionali
- 1 volta campione nazionale assoluto del lancio del disco (2025)
- 1 volta campione italiano assoluto invernale del lancio del disco (2025)
- 2 volte campione italiano under 23 del lancio del disco (2021)

2017
- 9º ai campionati italiani under 18, getto del peso (5 kg) - 15,01 m
- 5º ai campionati italiani under 18, lancio del disco (1,500 kg) - 45,85 m

2018
- 5º ai campionati italiani di lanci invernali, lancio del disco under 20 (1,750 kg) - 46,67 m
- Bronzo ai campionati italiani under 18, lancio del disco (1,500 kg) - 54,64 m

2019
- Bronzo ai campionati italiani under 20 indoor, getto del peso (6 kg) - 16,94 m
- 5º ai campionati italiani under 23/under 20 di lanci invernali, lancio del disco under 20 (1,750 kg) - 50,53 m
- Argento ai campionati italiani under 20, lancio del disco (1,750 kg) - 55,38 m
- El. in qualificazione ai campionati italiani assoluti (Bressanone), getto del peso - 14,18 m
- 4º ai campionati italiani assoluti (Bressanone), lancio del disco - 52,51 m

2020
- Bronzo ai campionati italiani assoluti (Padova), lancio del disco - 56,90 m
- Argento ai campionati italiani under 20, lancio del disco (1,750 kg) - 58,41 m

2021
- 4º ai campionati italiani di lanci invernali, lancio del disco - 56,55 m
- Oro ai campionati italiani under 23, lancio del disco - 55,74 m
- 5º ai campionati italiani assoluti (Rovereto), lancio del disco - 54,80 m

2022
- Argento ai campionati italiani di lanci invernali, lancio del disco - 58,82 m
- Argento ai campionati italiani under 23, lancio del disco - 57,12 m
- Argento ai campionati italiani assoluti (Rieti), lancio del disco - 60,00 m

2023
- Bronzo ai campionati italiani di lanci invernali, lancio del disco - 55,48 m
- Oro ai campionati italiani under 23, lancio del disco - 57,43 m
- Argento ai campionati italiani assoluti (Molfetta), lancio del disco - 56,21 m

2024
- Argento ai campionati italiani di lanci invernali, lancio del disco - 57,86 m
- Argento ai campionati italiani assoluti (La Spezia), lancio del disco - 60,22 m

2025
- Oro ai campionati italiani di lanci invernali, lancio del disco - 59,75 m
- Oro ai campionati italiani assoluti (Caorle), lancio del disco - 63,31 m

## Altre competizioni internazionali
2021
- 6º in Coppa Europa di lanci ( Spalato), lancio del disco U23 - 55,45 m

2022
- 5º in Coppa Europa di lanci ( Leiria), lancio del disco U23 - 55,08 m

2023
- Bronzo in Coppa Europa di lanci ( Leiria), lancio del disco U23 - 56,27 m

2025
- Finale 2 in Coppa Europa di lanci ( Nicosia), lancio del disco U23 - 57,27 m
- Campionati europei a squadre di atletica leggera ( Madrid)
- 12º in Prima divisione ai campionati europei a squadre ( Madrid), lancio del disco - 58,66 m